# Tượng Quan Âm nghìn mắt nghìn tay (chùa Bút Tháp)

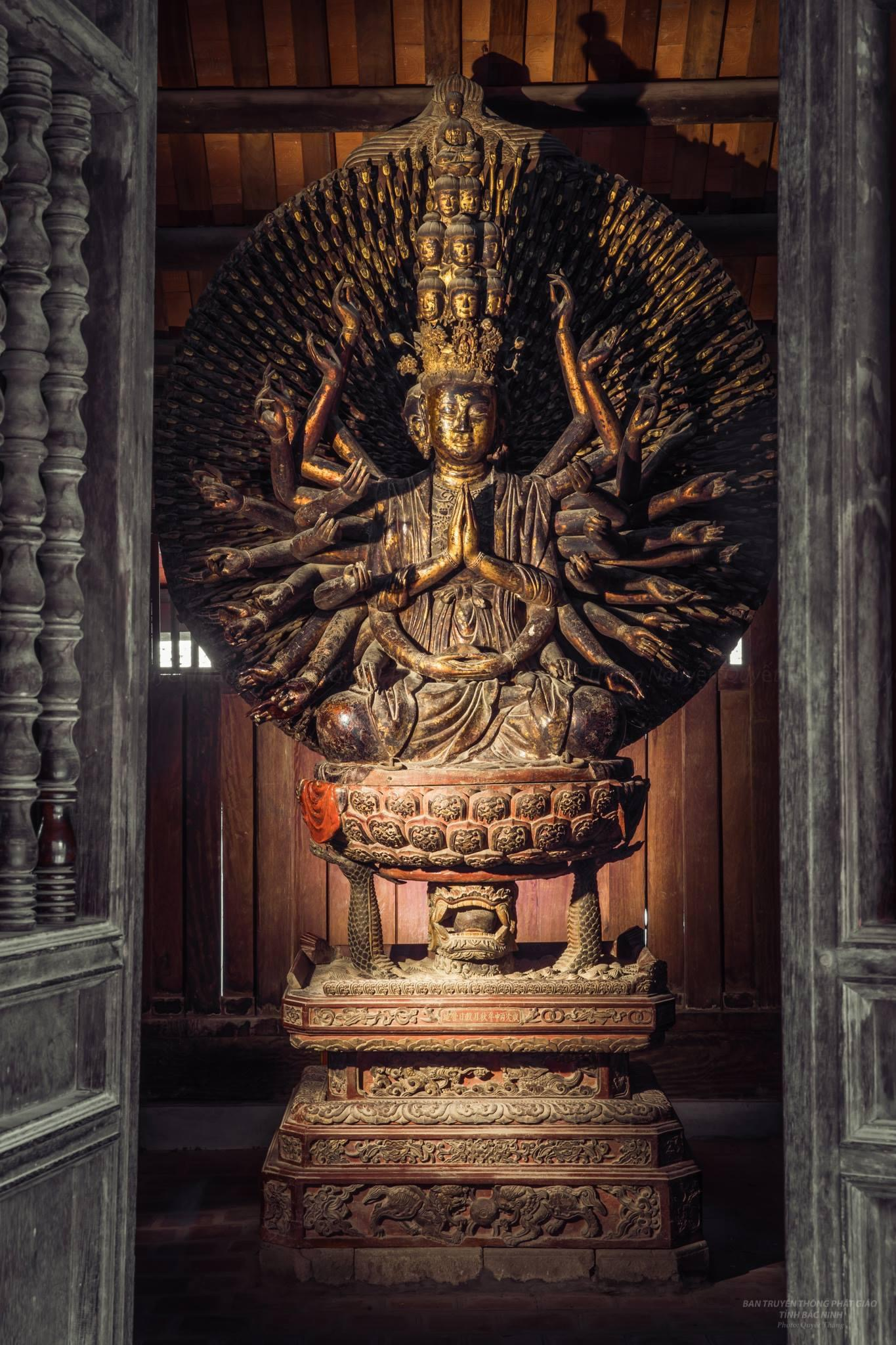
Tượng Quan âm chùa Bút Tháp

Chùa Bút Tháp (Bắc Ninh) có nhiều tượng cổ với giá trị thẩm mỹ cao, trong đó nổi bật nhất là bức tượng Phật bà Quan Âm nghìn mắt nghìn tay, có niên đại từ thế kỷ XVII. Bức tượng này là một trong những tác phẩm tiêu biểu nhất của nền văn hóa và nghệ thuật Việt Nam, đánh dấu mốc cho sự phát triển của tinh thần dân tộc. Bức tượng được Thủ tướng Chính phủ công nhận là Bảo vật quốc gia trong Đợt đầu tiên năm 2012.

## Cấu trúc tượng
Tượng Quan Âm Bút Tháp được làm từ các chất liệu: gỗ mít, sơn ta, vàng, bạc, son. Tượng được chia thành nhiều khối khác nhau:
1. Phần thân tượng, tính từ đỉnh cho đến mép mặt bệ đài sen - 221 cm.

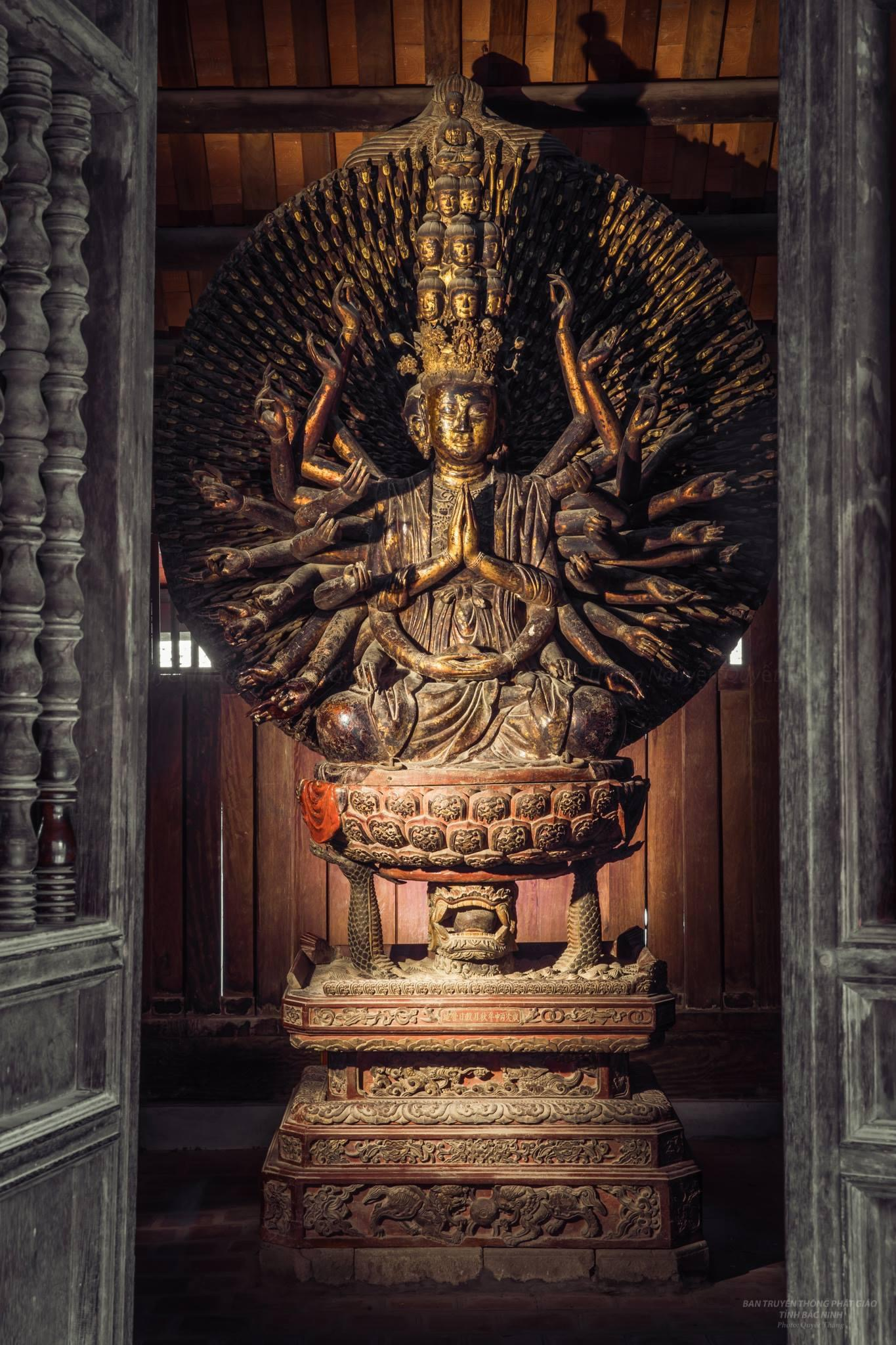
Toàn thể tượng Quan âm

- Phần thân tượng được lắp ghép: phần đầu từ tượng nhỏ A di đà đặt trên đỉnh xuống bốn tầng mặt ba chiều phía dưới đến cổ, là một khối liền. Từ vai đến khối chân, tức là khối thân liền. Khối chân xếp bằng, và 42 tay lớn lắp ghép vào khối thân, các tay đều lắp rời, có tay làm liền, có tay lại chia ra từng đoạn ghép vào nhau: cánh tay, khuỷu tay, bàn tay.

2. Phần bệ tượng, tính từ mặt đài sen đến hết chân bệ - 144 cm. Đài sen chỗ rộng nhất chu vi là 331 cm, chu vi đế đài sen là 175 cm.

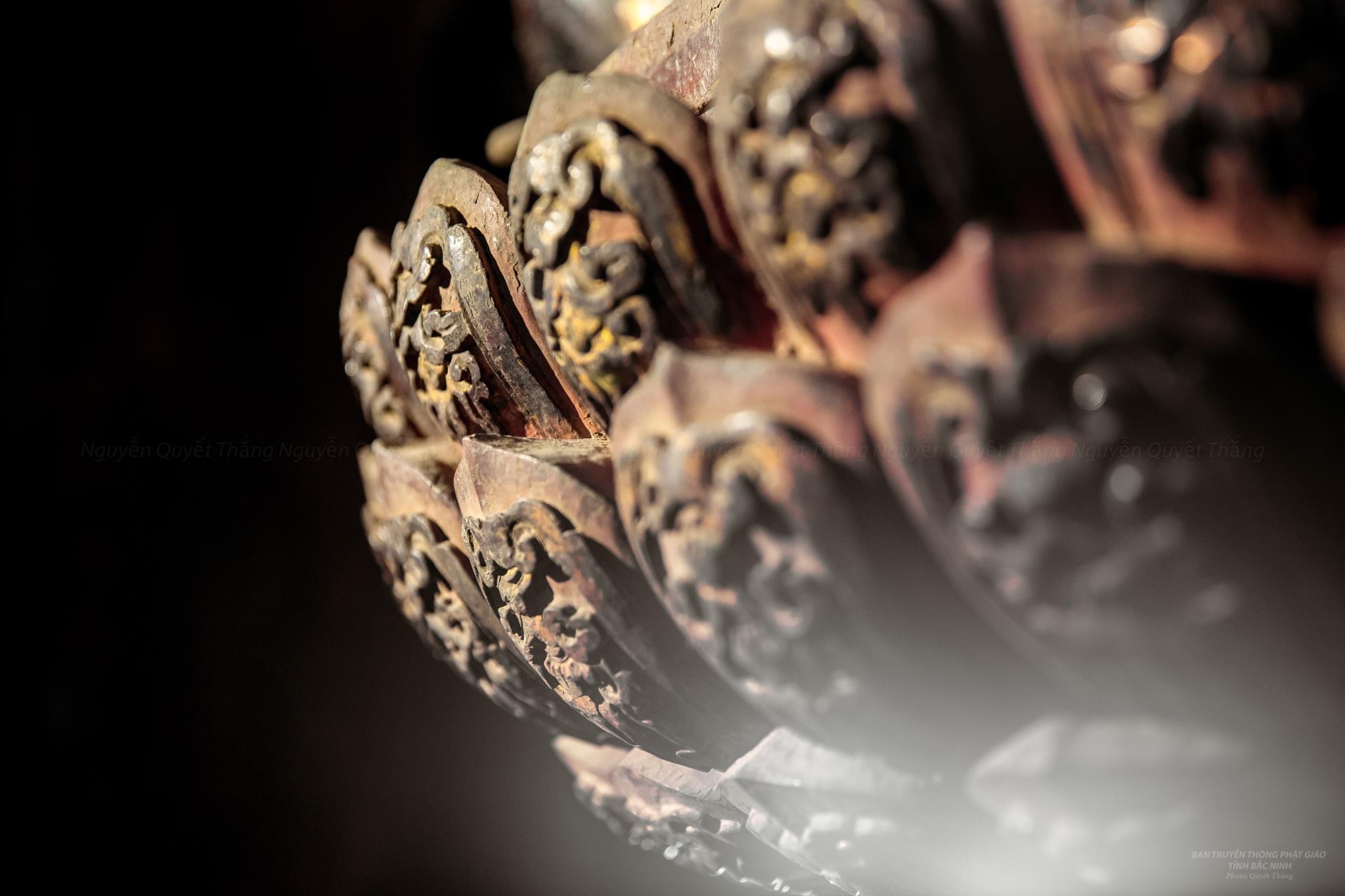
Đài sen tượng Quan âm

- Đài sen rời đặt ghép trên đầu con Tràng ba long vương đội bệ, hai tay của con long vương cũng lắp rời. Từ mặt bệ chạm khắc sóng nước đến chân bệ được gập thành ba khúc cũng lắp ghép, nhưng là khối lớn nên lực rất khỏe.

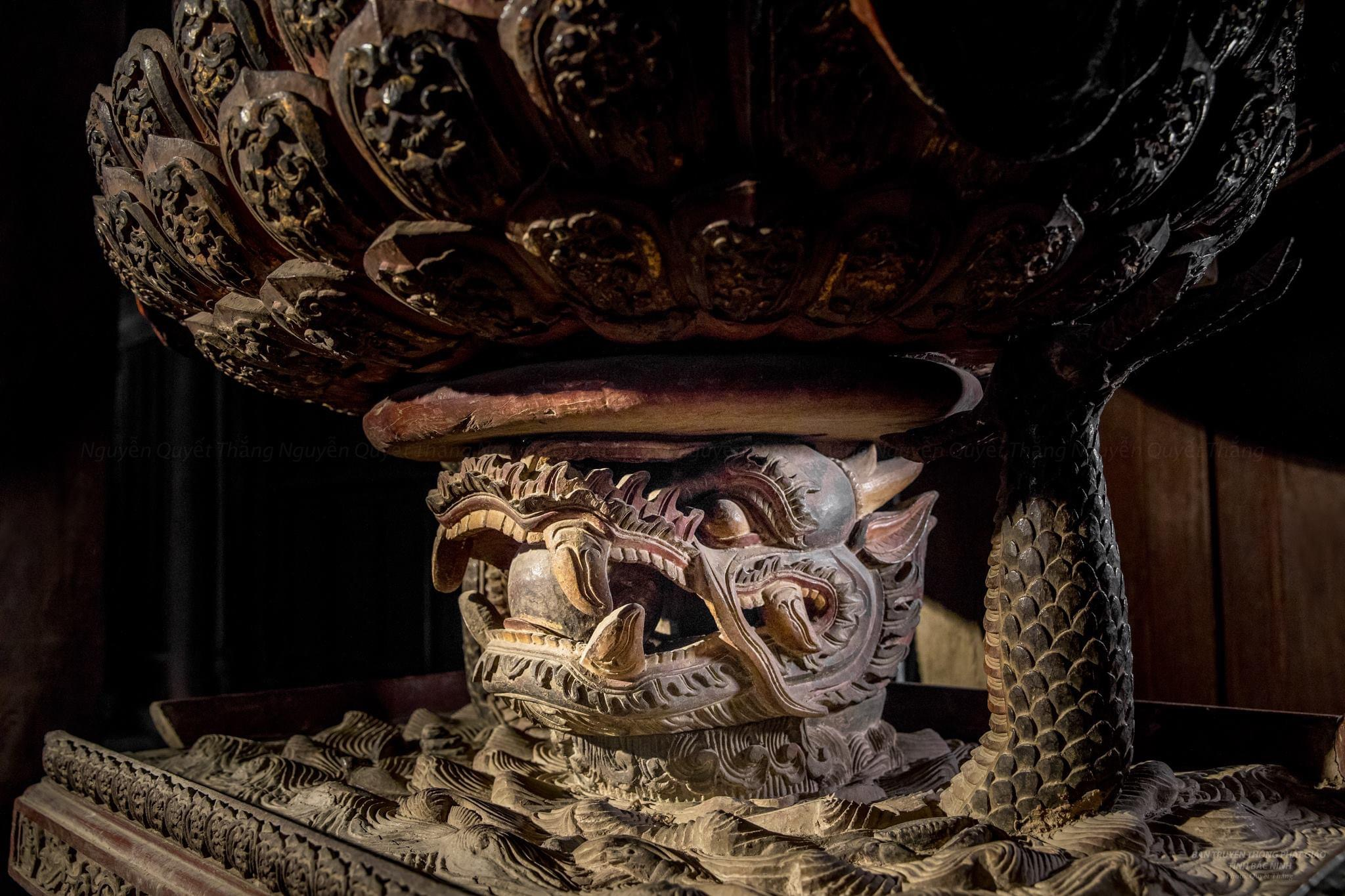
Tràng ba đội bệ sen

3. Phần bảng tay phía sau (tách rời)- 384 cm.
- Phần bảng tay phía sau: gồm bảng tay với 14 vòng tay, số vòng tay giảm dần như sau: 102, 102, 95, 88, 80, 69, 60, 45, 37, 27, 26, 23, 19, 16. Tổng cộng là 789 cái tay nhỏ. Bảng tay này có giá đỡ gắn vào một cối đá nặng phía dưới làm bệ[1].

Như vậy Tượng cao 3,7 m, ngang 2,1 m, dày 1,15 m. Cánh tay xa nhất có chiều dài là 200 cm. Tượng có 11 đầu, 42 tay lớn và 952 tay dài nhỏ.
Đây được coi là một kiệt tác độc nhất vô nhị về tượng Phật và nghệ thuật tạc tượng - nghệ thuật làm nổi bật triết lý nhà Phật bằng thứ ngôn ngữ tạo hình hàm súc. Phật ngồi trên toà sen hồng qua bệ tượng hình vuông được trang trí bằng những nét chạm khắc cổ với dáng hành đạo, thư thái, đôi mắt quảng đại như bao quát cả không gian vũ trụ. Ở đây có nhiều mô tip quen thuộc được trang trí ở chùa Việt Nam như hoa lá, cây cảnh cùng các con vật - trong đó có rồng - ngư với viên ngọc; lân với quả cầu; quạt hai vòng tròn, sóng nước, hoa sen,... Tượng Quan Âm hai tay chắp trước ngực, hai tay để trên đùi với những ngón tay đan chéo biểu tượng cho dáng hành đạo và nhập định; các chùm tay để trần từ sườn, vai, lưng, trên người; những tay được xếp vòng tròn từ lớn đến nhỏ hướng vào tâm (ngay sau gáy Phật) trong lòng mỗi bàn tay lại hiện lên một con mắt. Nhìn tổng thể tượng, những bàn tay nhỏ như những vòng hào quang toả ra từ tâm điểm.

## Tình trạng bảo quản hiện vật
Tượng Quan âm Bút Tháp được bảo quản tốt từ khi ra đời cho đến những năm 1950, khi chiến tranh chống Pháp lan rộng ra đồng bằng Bắc bộ. Từ năm 1950 - 1953, làng Bút Tháp chịu nhiều trận công kích của Pháp, chùa Bút Tháp bị trúng nhiều đạn pháo, nhiều công trình bị đổ. Đặc biệt trận đánh năm 1953, cả làng Bút Tháp bị thiêu trụi, trừ ngôi chùa này. Các tượng Phật cũng mất mát và hư hỏng nhiều trong khói lửa. Trong kháng chiến chống Mỹ, do chiến tranh bom đạn lan rộng, bảo tàng Mỹ thuật Việt Nam đã đưa tượng Phật bà Quan âm đi sơ tán và trả lại sau chiến tranh. Quá trình đó và cả sau này, tượng Quan âm bị giới nghệ thuật và lịch sử đổ thạch cao, làm phiên bản nhiều lần, thậm chí người ta ốp thẳng khuôn thạch cao lên tượng. Nên pho tượng bị bong tróc và hỏng nhiều chi tiết. Nhiều đoạn nối giữa khuỷu tay và cánh tay, nhiều ngón tay hỏng không được sửa cẩn thận mà chỉ được đắp bằng thạch cao rồi phủ sơn lên, nay thạch cao rời ra để lộ những chỗ nối. Một vài chi tiết bị gãy mất, và bốn con quỷ đội bệ bốn góc cũng bị mất.
Đợt trùng tu lớn năm 1993, trong đó có cả một số tượng được tu sửa, nhưng những tượng này hỏng nhanh hơn các tượng không được tu sửa. Do không có phương tiện hiện đại soi chụp, các nhà nghiên cứu không rõ tượng Quan âm Bút Tháp có nhiều ổ rỗng hay không, nhưng chất lượng thân tượng là tương đối tốt, trừ 42 tay lớn do chịu lực giơ tự nhiên, (nhất là tay vươn cao) đều dễ bong gãy. Phần đầu tượng, các chi tiết trang trí trên mũ cũng bị sứt gãy nhiều, và có lẽ phần này bên trong lõi gỗ không còn tốt nữa, cũng bởi nơi nhiều chi tiết, người xưa sử dụng phương pháp đắp đất trộn sơn, nên khả năng hỏng cũng nhiều hơn nơi thuần là gỗ.